# Antonio López Guerrero
Antonio López Guerrero (Benidorm, 13 settembre 1981) è un ex calciatore spagnolo, di ruolo difensore o centrocampista.

## Carriera

### Club
Ha passato gli anni delle giovanili nell'Atlético Madrid e nel 1999 passa all'Atletico Madrid B dove gioca 53 partite segnando 2 reti. Il suo debutto in prima squadra avviene nel 2001 con l'Atlético Madrid. Alla fine della stagione l'Atlético Madrid viene promosso in Primera División e Antonio passa in prestito all'Osasuna, dove giocò 2 stagioni totalizzando 71 partite e 2 gol: il suo debutto avvenne il 1º settembre 2002. Nel 2004 tornò all'Atlético Madrid e nel 2009 ne diviene il capitano, vincendo la 1ª Europa League della storia e raggiungendo la finale di Coppa del Re nel 2010.
Dopo dieci anni all'Atletico Madrid, si è impegnato fino a giugno del 2014 col Maiorca.

### Nazionale
Con la selezione spagnola ha debuttato il 30 marzo 2005 nella partita Spagna-Serbia e Montenegro (0-0). Ha partecipato ai Mondiali di Germania 2006.

## Statistiche

### Presenze e reti nei club
Statistiche aggiornate al 25 maggio 2014.
| Stagione                 | Squadra                  | Campionato               | Campionato | Campionato | Coppe nazionali | Coppe nazionali | Coppe nazionali | Coppe continentali | Coppe continentali | Coppe continentali | Altre coppe | Altre coppe | Altre coppe | Totale | Totale |
| Stagione                 | Squadra                  | Comp                     | Pres       | Reti       | Comp            | Pres            | Reti            | Comp               | Pres               | Reti               | Comp        | Pres        | Reti        | Pres   | Reti   |
| ------------------------ | ------------------------ | ------------------------ | ---------- | ---------- | --------------- | --------------- | --------------- | ------------------ | ------------------ | ------------------ | ----------- | ----------- | ----------- | ------ | ------ |
| 1999-2000                | Atlético Madrid B        | SD                       | 0          | 0          | -               | -               | -               | -                  | -                  | -                  | -           | -           | -           | 0      | 0      |
| 2000-2001                | Atlético Madrid          | SD                       | 2          | 0          | CR              | 0               | 0               | -                  | -                  | -                  | -           | -           | -           | 2      | 0      |
| 2000-2001                | Atlético Madrid B        | SD B                     | 33+6       | 2          | -               | -               | -               | -                  | -                  | -                  | -           | -           | -           | 39     | 2      |
| 2001-2002                | Atlético Madrid          | SD                       | 20         | 0          | CR              | 1               | 0               | -                  | -                  | -                  | -           | -           | -           | 21     | 0      |
| 2001-2002                | Atlético Madrid B        | SD B                     | 6          | 1          | -               | -               | -               | -                  | -                  | -                  | -           | -           | -           | 6      | 1      |
| Totale Atlético Madrid B | Totale Atlético Madrid B | Totale Atlético Madrid B | 39+6       | 3+0        |                 | -               | -               |                    | -                  | -                  |             | -           | -           | 45     | 3      |
| 2002-2003                | Osasuna                  | PD                       | 36         | 2          | CR              | 1               | 0               | -                  | -                  | -                  | -           | -           | -           | 37     | 2      |
| 2003-2004                | Osasuna                  | PD                       | 35         | 0          | CR              | 2               | 0               | -                  | -                  | -                  | -           | -           | -           | 37     | 5      |
| Totale Osasuna           | Totale Osasuna           | Totale Osasuna           | 71         | 2          |                 | 3               | 0               |                    | -                  | -                  |             | -           | -           | 74     | 2      |
| 2004-2005                | Atlético Madrid          | PD                       | 32         | 3          | CR              | 7               | 1               | Int                | 2                  | 0                  | -           | -           | -           | 41     | 4      |
| 2005-2006                | Atlético Madrid          | PD                       | 36         | 3          | CR              | 3               | 0               | -                  | -                  | -                  | -           | -           | -           | 39     | 3      |
| 2006-2007                | Atlético Madrid          | PD                       | 33         | 0          | CR              | 2               | 0               | -                  | -                  | -                  | -           | -           | -           | 35     | 0      |
| 2007-2008                | Atlético Madrid          | PD                       | 24         | 1          | CR              | 2               | 0               | Int+CU             | 1+9                | 0                  | -           | -           | -           | 36     | 1      |
| 2008-2009                | Atlético Madrid          | PD                       | 19         | 2          | CR              | 2               | 0               | UCL                | 7                  | 0                  | -           | -           | -           | 28     | 2      |
| 2009-2010                | Atlético Madrid          | PD                       | 31         | 2          | CR              | 7               | 0               | UCL+UEL            | 6+8                | 0+1                | -           | -           | -           | 52     | 3      |
| 2010-2011                | Atlético Madrid          | PD                       | 17         | 0          | CR              | 3               | 0               | UEL                | 3                  | 0                  | SU          | 0           | 0           | 23     | 0      |
| 2011-2012                | Atlético Madrid          | PD                       | 2          | 0          | CR              | 1               | 0               | UEL                | 4                  | 0                  | -           | -           | -           | 7      | 0      |
| Totale Atlético Madrid   | Totale Atlético Madrid   | Totale Atlético Madrid   | 216        | 11         |                 | 28              | 1               |                    | 40                 | 1                  |             | 0           | 0           | 284    | 13     |
| 2012-2013                | Maiorca                  | PD                       | 8          | 0          | CR              | 0               | 0               | -                  | -                  | -                  | -           | -           | -           | 8      | 0      |
| 2013-2014                | Maiorca                  | SD                       | 9          | 0          | CR              | 0               | 0               | -                  | -                  | -                  | -           | -           | -           | 9      | 0      |
| Totale Maiorca           | Totale Maiorca           | Totale Maiorca           | 17         | 0          |                 | 0               | 0               |                    | -                  | -                  |             | -           | -           | 17     | 0      |
| Totale carriera          | Totale carriera          | Totale carriera          | 343+6      | 16+0       |                 | 31              | 1               |                    | 40                 | 1                  |             | 0           | 0           | 420    | 18     |

### Cronologia presenze e reti in Nazionale
| Cronologia completa delle presenze e delle reti in nazionale ― Spagna | Cronologia completa delle presenze e delle reti in nazionale ― Spagna | Cronologia completa delle presenze e delle reti in nazionale ― Spagna | Cronologia completa delle presenze e delle reti in nazionale ― Spagna | Cronologia completa delle presenze e delle reti in nazionale ― Spagna | Cronologia completa delle presenze e delle reti in nazionale ― Spagna | Cronologia completa delle presenze e delle reti in nazionale ― Spagna | Cronologia completa delle presenze e delle reti in nazionale ― Spagna |
| Data                                                                  | Città                                                                 | In casa                                                               | Risultato                                                             | Ospiti                                                                | Competizione                                                          | Reti                                                                  | Note                                                                  |
| --------------------------------------------------------------------- | --------------------------------------------------------------------- | --------------------------------------------------------------------- | --------------------------------------------------------------------- | --------------------------------------------------------------------- | --------------------------------------------------------------------- | --------------------------------------------------------------------- | --------------------------------------------------------------------- |
| 30-3-2005                                                             | Belgrado                                                              | Serbia e Montenegro                                                   | 0 – 0                                                                 | Spagna                                                                | Qual. Mondiali 2006                                                   | -                                                                     |                                                                       |
| 8-6-2005                                                              | Valencia                                                              | Spagna                                                                | 1 – 1                                                                 | Bosnia ed Erzegovina                                                  | Qual. Mondiali 2006                                                   | -                                                                     |                                                                       |
| 17-8-2005                                                             | Gijón                                                                 | Spagna                                                                | 2 – 0                                                                 | Uruguay                                                               | Amichevole                                                            | -                                                                     |                                                                       |
| 3-9-2005                                                              | Santander                                                             | Spagna                                                                | 2 – 1                                                                 | Canada                                                                | Amichevole                                                            | -                                                                     |                                                                       |
| 8-10-2005                                                             | Bruxelles                                                             | Belgio                                                                | 0 – 2                                                                 | Spagna                                                                | Qual. Mondiali 2006                                                   | -                                                                     |                                                                       |
| 12-10-2005                                                            | Serravalle                                                            | San Marino                                                            | 0 – 6                                                                 | Spagna                                                                | Qual. Mondiali 2006                                                   | 1                                                                     |                                                                       |
| 16-11-2005                                                            | Bratislava                                                            | Slovacchia                                                            | 1 – 1                                                                 | Spagna                                                                | Qual. Mondiali 2006                                                   | -                                                                     |                                                                       |
| 1-3-2006                                                              | Valladolid                                                            | Spagna                                                                | 3 – 2                                                                 | Costa d'Avorio                                                        | Amichevole                                                            | -                                                                     |                                                                       |
| 27-5-2006                                                             | Albacete                                                              | Spagna                                                                | 0 – 0                                                                 | Russia                                                                | Amichevole                                                            | -                                                                     |                                                                       |
| 3-6-2006                                                              | Elche                                                                 | Spagna                                                                | 2 – 0                                                                 | Egitto                                                                | Amichevole                                                            | -                                                                     |                                                                       |
| 23-6-2006                                                             | Kaiserslautern                                                        | Arabia Saudita                                                        | 0 – 1                                                                 | Spagna                                                                | Mondiali 2006 - 1º turno                                              | -                                                                     |                                                                       |
| 15-8-2006                                                             | Reykjavík                                                             | Islanda                                                               | 0 – 0                                                                 | Spagna                                                                | Amichevole                                                            | -                                                                     |                                                                       |
| 6-9-2006                                                              | Belfast                                                               | Irlanda del Nord                                                      | 3 – 2                                                                 | Spagna                                                                | Qual. Euro 2008                                                       | -                                                                     |                                                                       |
| 11-10-2006                                                            | Murcia                                                                | Spagna                                                                | 2 – 1                                                                 | Argentina                                                             | Amichevole                                                            | -                                                                     |                                                                       |
| 15-11-2006                                                            | Cadice                                                                | Spagna                                                                | 0 – 1                                                                 | Romania                                                               | Amichevole                                                            | -                                                                     |                                                                       |
| 6-6-2007                                                              | Vaduz                                                                 | Liechtenstein                                                         | 0 – 2                                                                 | Spagna                                                                | Qual. Euro 2008                                                       | -                                                                     |                                                                       |
| Totale                                                                |                                                                       | Presenze                                                              | 16                                                                    |                                                                       | Reti                                                                  | 1                                                                     |                                                                       |

## Palmarès

### Club

#### Competizioni nazionali
- Segunda División: 1

Atlético Madrid: 2001-2002

#### Competizioni internazionali
- UEFA Europa League: 2

Atlético Madrid: 2009-2010, 2011-2012
- Supercoppa UEFA: 1

Atlético Madrid: 2010